# Maireana tomentosa
Maireana tomentosa är en amarantväxtart som beskrevs av Horace Bénédict Alfred Moquin-Tandon. Maireana tomentosa ingår i släktet Maireana och familjen amarantväxter. Utöver nominatformen finns också underarten M. t. tomentosa.